# Mayorga (Philippines)
Pour les articles homonymes, voir Mayorga.
Mayorga (en tagalog : Bayan ng Mayorga) est une municipalité de la province de Leyte, sur l'île de Leyte, aux Philippines.
Lors du recensement de 2020, sa population s'élève à 18 071 habitants.

## Géographie
Mayorga est une ville côtière, située sur la côte est de l'île de Leyte, sur le golfe de Leyte qui ouvre sur la mer des Philippines.
D'une superficie totale de 42,77 kilomètres carrés, la municipalité est divisée administrativement en 16 barangays : 
- A. Bonifacio
- A. Mabini
- Burgos
- Calipayan
- Camansi
- General Antonio Luna
- Liberty
- Ormocay
- Poblacion Zone 1
- Poblacion Zone 2
- Poblacion Zone 3
- San Roque
- Santa Cruz
- Talisay
- Union
- Wilson

|        | Dulag     |                |
| La Paz | Mayorga   | golfe de Leyte |
|        | MacArthur |                |

## Histoire
La municipalité de Mayorga est créée en 1954 par la réunion de plusieurs barrios (Mayorga, Andres Bonifacio, Talisay, San Roque, Burgos, Liberty, Union, Ormocay, Wilson, ainsi que la partie sud de Cogon Bingcay) qui faisaient jusque-là partie de la municipalité de Dulag.
| 1960 | 1970 | 1975 | 1980 | 1990  | 1995  | 2000  | 2007  | 2010  | 2015  | 2020  |
| ---- | ---- | ---- | ---- | ----- | ----- | ----- | ----- | ----- | ----- | ----- |
| 8386 | 8729 | 8378 | 9750 | 10530 | 11073 | 12650 | 13807 | 14694 | 17161 | 18071 |